# Багиров, Тофик Масим оглы
Тофик Масим оглы Багиров (азерб. Tofiq Bağırov, 1926—2003) — советский и азербайджанский партийно-государственный деятель.

## Биография
Родился 25 февраля 1926 года в городе Гянджа. После окончания там же средней школы (1943) поступил в Тбилисский институт железнодорожников, который окончил в 1948 году. Он начал свою трудовую деятельность в 1948 году как дежурный в Махачкалинском отделении железнодорожного управления имени Орджоникидзе. Затем работал диспетчером на станции Дербент.
В 1949 году, по приезде в Азербайджан, работал старшим диспетчером на станции Баладжары, затем — заместителем начальника станции. После окончания высших курсов инженеров Железнодорожной академии СССР (1953) работал на должности начальника станции Баладжары.
Начиная с 1956 года, Т. М. Багиров занимал руководящие посты: заместителя начальника службы движения Азербайджанской железной дороги (1956—1958), начальника Бакинского отделения (1958—1960), первого секретаря Наримановского райкома Компартии Азербайджана в Баку (1960—1961), Министра автомобильного транспорта Азербайджанской ССР (1961—1963), первого секретаря городского комитета КП в Кировабаде (1962—1966), заведующего организационного и партийного отдела Центрального комитета Коммунистической партии Азербайджана (1966—1971), первого заместителя начальника управления Азербайджанской железной дороги (1971—1983). Избирался депутатом в Верховный Совет Азербайджанской ССР, в Верховный Совет СССР, был удостоен звания почётного железнодорожника СССР.
Вышел на пенсию в 1983 году. Принимал активное участие вокруг ситуации в Нагорном Карабахе. Был членом Президиума Верховного Совета Азербайджанской ССР, советником председателя правления обществ «Гайгы» и «Помощь Карабаху».
Являлся советником Председателя Верховного Совета Азербайджанской Республики (1988—2003).
Был избран депутатом Верховного Совета Азербайджана (1990—1995). После распада СССР являлся одним из авторов Акта о независимости. По предложению Т. М. Багирова, как Председатель Комиссии, 18 октября 1991 года был принят закон о суверенитете Азербайджана. Этот день в Азербайджане отмечается как День независимости.

## Память
Решением Совета народных депутатов города Гянджи в 1991 году Т. М. Багирову было присвоено звание Почетного Гражданина Гянджи.